# Sillaginodes punctatus
 Sillaginodes punctatus és una espècie de peix de la família dels sil·lagínids i l'única del gènere Sillaginodes.

## Morfologia
Els mascles poden assolir els 72 cm de longitud total.

## Distribució geogràfica
Es troba a Austràlia Meridional.